# 주한 네팔 대사관
주한 네팔 대사관(네팔어: कोरियास्थित नेपाली दूतावास)은 대한민국 서울특별시 성북구 성북동 37-24에 위치하고 있는 네팔 대사관이다.

## 역사
네팔은 1974년 5월 15일에 대한민국과 수교했다. 네팔 정부는 대한민국과 수교한 이후에 한동안 주일본 네팔 대사관에서 대한민국과 관련된 외교 임무를 겸임해 오다가 2007년 3월 7일에 대한민국 서울에 주한 네팔 대사관을 설립했다. 대한민국 정부는 네팔과 수교하기 이전인 1972년 6월에 주카트만두 대한민국 총영사관을 설립했는데 1974년 5월 15일을 기해 주네팔 대한민국 대사관으로 승격되었다.

## 주요 업무
주요 업무는 대한민국 정부와의 외교, 교섭, 투자 유치 활동, 대한민국 거주 네팔 국민의 보호 육성, 외교 정책 홍보, 문화, 학술, 체육 협력, 여권, 입국 사증 발급 및 영사 확인 업무 등이다.

## 같이 보기
- 네팔-대한민국 관계
- 주네팔 대한민국 대사관
- 네팔의 재외공관 목록
- 대한민국 주재 외국공관 목록